# Marc Linzmajer
Marc Linzmajer (* 1984) ist ein deutscher Wirtschaftswissenschaftler und Hochschullehrer.

## Leben
Er studierte Politik- und Verwaltungswissenschaft (BA) an der Universität Konstanz sowie Corporate Management & Economics (MA) an der Zeppelin Universität Friedrichshafen. Seit 2013 arbeitete er am Forschungszentrum für Handelsmanagement der Universität St. Gallen (HSG), zunächst als PostDoc und Projektleiter, später als Leiter des Kompetenzzentrums für Shopper Marketing, Inspiration und Pricing und des Retail Promotor-Partnerschaftsprogramms. 2022 wurde er als Assistenzprofessor (Tenure Track) für Retail Marketing & Service Management am Forschungszentrum für Handelsmanagement berufen. 2023 wurde er zum Universitätsprofessor am Lehrstuhl „ABWL – Dienstleistungsmanagement“ der Universität Rostock berufen.

## Schriften (Auswahl)
- Neuropricing. Ein Beitrag zur Integration der Consumer Neuroscience in die verhaltenswissenschaftlich orientierte Preisforschung und das betriebliche Preismanagement. 2013, OCLC 863656496.
- mit Thomas Rudolph, Tim Böttger und Severin Bischof: Kundeninspiration im Handel 2017–2018. Schweiz. Eine Studie des Forschungszentrums für Handelsmanagement der Universität St. Gallen. St. Gallen 2017, ISBN 3-906057-27-5.
- mit Thomas Rudolph, Kristina Kleinlercher und Tim Lersch: Cross- & Omni-Channel Management 2017 in Deutschland, Österreich und der Schweiz. St. Gallen 2017, ISBN 978-3-906057-24-8.